# 강미은
강미은(姜美恩, 1965년 12월 15일 ~ )은 대한민국의 숙명여자대학교 미디어학부 교수이다.

## 학력
- ~ 1998 미시간대학교 대학원 커뮤니케이션 박사
- ~ 1993 오하이오주립대학교 대학원 저널리즘 석사
- ~ 1988 연세대학교 영어영문학과 학사

## 경력
- 숙명여자대학교 미디어학부 교수
- 2009.03 숙명여자대학교 언론정보학부 교수
- 2003.04 ~ 2008숙명여자대학교 언론정보학부 부교수
- 1999.09 ~ 2003.03숙명여자대학교 언론정보학부 조교수
- 동아일보 객원 논설위원
- 1998.08 ~ 1999.07미국 클리블랜드주립대학교 신문방송학과 조교수
- 1998.05 ~ 1998.08미국 미시간대학교 사회과학연구소 연구원
- 1993.09 ~ 1988.04미국 미시간대학교 신문방송학과 강사
- 1988.01 ~ 1990.08경향신문 기자

## 방송출연

### TV
- 시사토크 이슈를 말한다 출연
- 2014 ~ 2016 미디어 바로 보기 패널
- 2003 ~ 2007 생방송 세상의 아침 패널 및 출연
- 2001 ~ 2009 열린TV 시청자 세상 패널

## 저서

### 도서
- 재치코드
- (당신을 기억하게 만드는 힘)21세기북스2013.11.15
- 뉴욕, 컬처 코드오래2012.07.30
- 그곳에 가면 누구나 행복해진다오래2010.09.30
- 대중을 매혹하다(세상을 움직이는 매혹 키워드 6)원앤원북스2009.08.30
- 커뮤니케이션 불변의 법칙(간결하면서도 명쾌한)원앤원북스2008.03.31
- 글쓰기의 기술 (논리적이면서도 매력적인)원앤원북스2006.04.15
- 인터넷 속의 정치한울아카데미2005.07.30
- 매력적인 말하기(성공하는 리더를 위한)원앤원북스2005.03.30
- 통하고 싶은가?매일경제신문사2004.06.30
- 인터넷 저널리즘과 여론나남2001.10.31
- 여론조사 뒤집기(개마고원신서 13)개마고원1997.12.08
- 멀티리카로 간 노란 오뚝이서로1993.08.01